# Vladimír Petříček
Další medaile
Vladimír Petříček (* 17. června 1948, Libiš) je český veslař, reprezentant Československa, olympionik, který získal stříbrnou a bronzovou medaili z Olympijských her.
V Mnichově 1972 získal jako kormidelník stříbro ve dvojce s kormidelníkem společně se bratry Pavlem Svojanovským a Oldřichem Svojanovským. Na téže olympiádě získal jako kormidelník i bronzovou medaili v nepárové čtyřce s kormidelníkem. Na LOH 1976 v Montrealu obsadil 4. místo.